# Paul Robert Magocsi
Paul Robert Magocsi, né le 26 janvier 1945, est un professeur américain d'histoire et de sciences politiques, et le titulaire de la chaire d'études ukrainiennes à l'Université de Toronto. Il travaille à l'université depuis 1980 et est devenu membre de la Société royale du Canada en 1996. P. R. Magocsi est actuellement président honoraire du Congrès mondial des Ruthènes (en) et est l'auteur de nombreux ouvrages sur l'histoire des Rusyns.
Né à Englewood, dans le New Jersey, Magocsi est d'origine hongroise et rusyn. Il a terminé ses études de premier cycle à l'Université Rutgers en 1966 ; obtient un master en 1967, puis un autre master à l'Université de Princeton en 1969 ; et finalement un Ph.D. en 1972. Il fréquente ensuite l'Université de Harvard, où il est membre de la Harvard Society of Fellows entre 1973 et 1976. En 2013, il reçoit le titre de docteur honoris causa de l'Université de Prešov (en) en Slovaquie.
Magocsi a enseigné à l’Université Harvard et à l’Université hébraïque de Jérusalem. En 1996, il a été nommé membre permanent de la Société royale du Canada,.
Outre son intérêt principal pour l’histoire de l’Europe centrale et orientale, Magocsi est un spécialiste de la nationalité et de l’ethnicité en général et a édité la collection Aboriginal Peoples of Canada: A Short Introduction (2002).

## Livres et publications sélectionnés
Parmi ses plus de 675 publications, voici quelques-unes des plus remarquables :
- Paul R. Magocsi, « An Historiographical Guide to Subcarpathian Rus' », Austrian History Yearbook, vol. 9,‎ 1973, p. 201–265 (DOI 10.1017/S006723780001910X, S2CID 144778333, lire en ligne [archive du 5 décembre 2019], consulté le 19 mars 2019)
- Paul R. Magocsi, « The Ruthenian Decision to Unite with Czechoslovakia », Slavic Review, vol. 34, no 2,‎ 1975, p. 360–381 (DOI 10.2307/2495193, JSTOR 2495193, S2CID 155615547, lire en ligne [archive du 28 avril 2019], consulté le 19 mars 2019)
- Paul R. Magocsi, The Shaping of a National Identity: Subcarpathian Rus', 1848-1948, Cambridge, Harvard University Press, 1978 (ISBN 9780674805798, lire en ligne)
- Paul R. Magocsi, Galicia: A Historical Survey and Bibliographic Guide, Toronto, University of Toronto Press, 1983 (ISBN 9780802024824, lire en ligne)
- Paul R. Magocsi, Our people: Carpatho-Rusyns and their Descendants in North America, Toronto, Multicultural History Society of Ontario, 1984, 1re éd. (ISBN 9780919045224, lire en ligne)
  - Paul R. Magocsi, Our people: Carpatho-Rusyns and their Descendants in North America, Toronto, Multicultural History Society of Ontario, 1985, 2e éd. (1re éd. 1984) (ISBN 9780919045224, lire en ligne)
    - Paul R. Magocsi, Our people: Carpatho-Rusyns and their Descendants in North America, Toronto, Multicultural History Society of Ontario, 1994, 3. rev. éd. (1re éd. 1984) (ISBN 9780919045668, lire en ligne)
      - Paul R. Magocsi, Our people: Carpatho-Rusyns and their Descendants in North America, Wauconda, Bolchazy-Carducci Publishers, 2005, 4. rev. éd. (1re éd. 1984) (ISBN 9780865166110, lire en ligne)
- Paul R. Magocsi, Carpatho-Rusyn Studies: An Annotated Bibliography, 1975-1984, vol. 1, New York, Garland, 1988 (ISBN 9780824012144, lire en ligne)
  - Paul R. Magocsi, Carpatho-Rusyn Studies: An Annotated Bibliography, 1985-1994, vol. 2, New York, Columbia University Press, 1998 (ISBN 9780880334204, lire en ligne)
    - Paul R. Magocsi, Carpatho-Rusyn Studies: An Annotated Bibliography, 1995-1999, vol. 3, New York, Columbia University Press, 2006 (ISBN 9780880335317, lire en ligne)
      - Paul R. Magocsi, Carpatho-Rusyn Studies: An Annotated Bibliography, 2000-2004, vol. 4, New York, Columbia University Press, 2011 (ISBN 9780880336840, lire en ligne)
        - Paul R. Magocsi, Carpatho-Rusyn Studies: An Annotated Bibliography, 2005-2009, vol. 5, New York, Columbia University Press, 2013 (ISBN 9780824058364, lire en ligne)
- Paul R. Magocsi, The Carpatho-Rusyn Americans, New York-Philadelphia, Chelsea House Publishers, 1988, 1re éd. (ISBN 9780877548669, lire en ligne)
  - Paul R. Magocsi, The Carpatho-Rusyn Americans, New York-Philadelphia, Chelsea House Publishers, 2000, 2e éd. (1re éd. 1988) (ISBN 9780791062845, lire en ligne)
- Paul R. Magocsi, « Magyars and Carpatho-Rusyns: On the Seventieth Anniversary of the Founding of Czechoslovakia », Harvard Ukrainian Studies, vol. 14, nos 3–4,‎ 1990, p. 427–460 (lire en ligne)
- Paul R. Magocsi, The Rusyns of Slovakia: An Historical Survey, New York, Columbia University Press, 1993 (ISBN 9780880332781, lire en ligne)
- Paul R. Magocsi, Historical Atlas of East Central Europe, Seattle, University of Washington Press, 1993, 1re éd. (ISBN 9780802006073, lire en ligne)
  - Paul R. Magocsi, Historical Atlas of Central Europe, Seattle, University of Washington Press, 2002, 2. rev. éd. (1re éd. 1993) (ISBN 9780802084866, lire en ligne)
    - Paul R. Magocsi, Historical Atlas of Central Europe, Toronto, University of Toronto Press, 2018, 3. rev. éd. (1re éd. 1993) (ISBN 9781487523312, lire en ligne)
- A New Slavic Language Is Born: The Rusyn Literary Language of Slovakia, New York, Columbia University Press, 1996
- Paul R. Magocsi, A History of Ukraine, Toronto, University of Toronto Press, 1996, 1re éd. (ISBN 9780802078209, lire en ligne)
  - Paul R. Magocsi, A History of Ukraine: The Land and Its Peoples, Toronto, University of Toronto Press, 2010, 2. rev. éd. (1re éd. 1996) (ISBN 9781442610217, lire en ligne)
- Aleksei L. Petrov, Medieval Carpathian Rus': The Oldest Documentation About the Carpatho-Rusyn Church and Eparchy, New York, Columbia University Press, 1998 (1re éd. 1930) (ISBN 9780880333887, lire en ligne)
- Paul R. Magocsi, Of the Making of Nationalities There is no End, vol. 1, New York, Columbia University Press, 1999
- Paul R. Magocsi, Of the Making of Nationalities There is no End, vol. 2, New York, Columbia University Press, 1999
- Encyclopedia of Canada's Peoples, Toronto, University of Toronto Press, 1999 (ISBN 9780802029386, lire en ligne)
- Paul R. Magocsi, The Roots of Ukrainian Nationalism: Galicia as Ukraine's Piedmont, Toronto, University of Toronto Press, 2002 (ISBN 9780802047380, lire en ligne)
- Encyclopedia of Rusyn History and Culture, Toronto, University of Toronto Press, 2002, 1re éd. (ISBN 9780802035660, lire en ligne )
  - Encyclopedia of Rusyn History and Culture, Toronto, University of Toronto Press, 2005, 2. rev. éd. (1re éd. 2002)
- Paul R. Magocsi, Shatterzone of Empires: Coexistence and Violence in the German, Habsburg, Russian, and Ottoman Borderlands, Bloomington-Indianapolis, Indiana University Press, 2013, 449–462 p. (ISBN 978-0253006318, lire en ligne), « Carpathian Rus': Interethnic Coexistence without Violence »
- Paul R. Magocsi, With Their Backs to the Mountains: A History of Carpathian Rus' and Carpatho-Rusyns, Budapest-New York, Central European University Press, 2015 (ISBN 9786155053467, lire en ligne)